# ولدان مخلدون
الولدان المخلدون أو الغلمان المخلدون هم خلق من خلق الجنة، كالحور العين، أنشأهم الله لخدمة أهل الجنة، قد جاء ذكرهم في القرآن الكريم في أكثر من موضع. 

## في اللغة
كلمة وِلْدَان : مُفردها وَلَد. وخِلدان اشتُقت من الفعل خَلَد وتعني : كَبُر في السنّ ولم يَشِبْ.

## وصف الولدان المخلدون في القرآن الكريم
﴿يَطُوفُ عَلَيْهِمْ وِلْدَانٌ مُخَلَّدُونَ ۝١٧﴾ 
أي : يطوف على أهل الجنة للخدمة ولدان من ولدان الجنة ( مخلدون ) أي : على حالة واحدة مخلدون عليها، لا يتغيرون عنها، لا تزيد أعمارهم عن تلك السن. 
﴿وَيَطُوفُ عَلَيْهِمْ وِلْدَانٌ مُخَلَّدُونَ إِذَا رَأَيْتَهُمْ حَسِبْتَهُمْ لُؤْلُؤًا مَنْثُورًا ۝١٩﴾ 
﴿وَيَطُوفُ عَلَيْهِمْ غِلْمَانٌ لَهُمْ كَأَنَّهُمْ لُؤْلُؤٌ مَكْنُونٌ ۝٢٤﴾ 
قال ابن قيم الجوزية : وشبههم سبحانه باللؤلؤ المنثور لما فيه من البياض وحسن الخلقة. وفي كونه منثورا فائدتان :
إحداهما : الدلالة على أنهم غير معطلين، بل مبثوثون في خدمتهم وحوائجهم.
الثانية : أن اللؤلؤ إذا كان منثورا، ولاسيما على بساط من ذهب أو حرير، كان أحسن لمنظره وأبهى، من كونه مجموعا في مكان واحد.
تم استخدام نفس الوصف لحور العين : ﴿وَحُورٌ عِينٌ ۝٢٢ كَأَمْثَالِ اللُّؤْلُؤِ الْمَكْنُونِ ۝٢٣﴾ (سورة الواقعة، الآية 22-23)